# Buchenwald Dedenborn
Das Naturschutzgebiet Buchenwald Dedenborn liegt im Gemeindegebiet Simmerath südlich von Dedenborn und an der Grenze zum Nationalpark Eifel.

## Beschreibung

### Wälder an den Hängen der Erkensruhr
Die Hänge an der Erkensruhr sind mit naturnahem Laubwald bewachsen. Am ost- und südöstlichen Talhang dominieren Buchenwälder. Am unteren Hang sind Eichen-Hainbuchen-Waldsäume, in den kleinen Kerbtälern sehen Erlen entlang schmaler Quellbäche. Die Krautschicht zeigt anspruchsvolle Artengemeinschaften. Die Eichen sind reich an epiphytischen Flechten. Gelegentlich sind Schieferfelsen zu sehen die mit Flechten, Moosen, oder auch Farnen überzogen sind. An westlichen Wegeböschungen ist Keulenbärlapp angesiedelt. Bestehende Fichtenforste sollen langfristig in Laubholzbestände umgewandelt werden.

### Naturwaldzelle „Im Brand“ im NSG Waldnaturschutzgebiet Dedenborn
Die Naturwaldzelle „Im Brand“ hat einen 140 Jahre alten Buchen-Hallenwald auf einem flach geneigten Südosthang mit Eifel typischen, bodensauren, Hainsimsen-Buchenwald; typisch mit kaum ausgebildeter, artenarmer Strauch- und Krautschicht. Nur lokal sind dichtere Bereiche des Waldschwingels oder der Weißen Hainsimse zu finden. Der Wald enthält Altbuchen mit Höhlen und Totholz. Ein breiter Schotterweg, von Heidelbeer-Besenheidesäumen begleitet, durchquert den Wald.

### Waldnaturschutzgebiet Dedenborn
Hier ist ein nahezu geschlossenes Waldgebiet. Es umfasst auch die überwiegend bewaldete Talabschnitte der Unterläufe von Püngel- und Wüstebach, die im Gebiet zur Erkensruhr zusammenfließen, dazwischen liegt der Bergrücken des Girvelscheid, sowie der bewaldete Talabschnitt des Erkenzruhr-Oberlaufes. Am Rubbelsberg befinden sich einige Felsen, die meist beschattet sind. Hier ist der im Anhang II der FFH-Richtlinie aufgeführte Dünnfarn (Trichomanes speciosum) 1994 erstmals in Deutschland nachgewiesen worden. Die Schieferfelsbänke oberhalb des vernässten Wüstebachtalweges sind mit Felsfarnen und Moosen reichlich bewachsen. Insektenlarven weisen auf eine gute Wasserqualität von Erkensruhr und Nebenbächen hin. Die Bäche werden von alten Erlen, Hainbuchen, Rotbuche und Bergahorn gesäumt. Auch hier sind die vorkommenden Eichen reich an epiphytischen Flechten. In der geschlossenen Krautschicht dominiert meist die Drahtschmiele. Ein kleiner, stillgelegter Steinbruch ist mit Birke oder Erle verbuscht. Auf noch offenen Blockschutthalden entwickelten sich Hohlzahn-Pionierfluren und Magerrasen.

## Schutzzweck
Ziel ist die Erhaltung dieser Lebensräume: Fließgewässer mit Unterwasservegetation, Berg-Mähwiesen, kieselhaltige Schutthalden der Berglagen, Silikatfelsen mit ihrer Pioniervegetation, Hainsimsen-Buchenwald und Erlen-Eschen- und Weichholzauenwälder.
Geschützt werden sollen die Lebensräume für viele nach der Roten Liste der gefährdete Pflanzen, Pilze und Tiere in NRW. Das Gebiet dient vorrangig der Erhaltung eines naturnahen Fließgewässerabschnitts als Lebensraum für bedrohte Pflanzen- und Tierarten und der Erhaltung und Entwicklung natürlicher Lebensräume gemäß Anhang I FFH-Richtlinie: Biber, Großes Mausohr, Teichfledermaus, Feuersalamander, Waldschnepfe, Eisvogel, Braunkehlchen, Prächtiger Dünnfarn.
Diese Biotoptypen sind in diesem Gebiet anzutreffen: Quellen, Nass- und Feuchtgrünland, naturnahe unverbaute Bachabschnitte, an der Oberfläche anstehende Felsen. Magerwiesen und Weiden sowie Auwälder.